# Oroslavje
Oroslavje est une ville et une municipalité située dans le comitat de Krapina-Zagorje, en Croatie. Au recensement de 2001, la municipalité comptait 98,26 habitants, dont 98,26 % de Croates et la ville seule comptait 3 420 habitants.

## Localités
La municipalité de Oroslavje compte 5 localités : 
- Andraševec
- Krušljevo Selo
- Mokrice
- Oroslavje
- Stubička Slatina